# Hyposmocoma hygroscopa
Hyposmocoma hygroscopa là một loài bướm đêm thuộc họ Cosmopterigidae. Nó là loài đặc hữu của Kauai. Loài địa phương ở Halemanu.
Ấu trùng có thể ăn lichens on Eucalyptus và Pandanus và có lẽ các loại cây khác. Ấu trùng làm tổ và được tìm thấy trên lá cây Pandanus.